# Stanisław Pestka

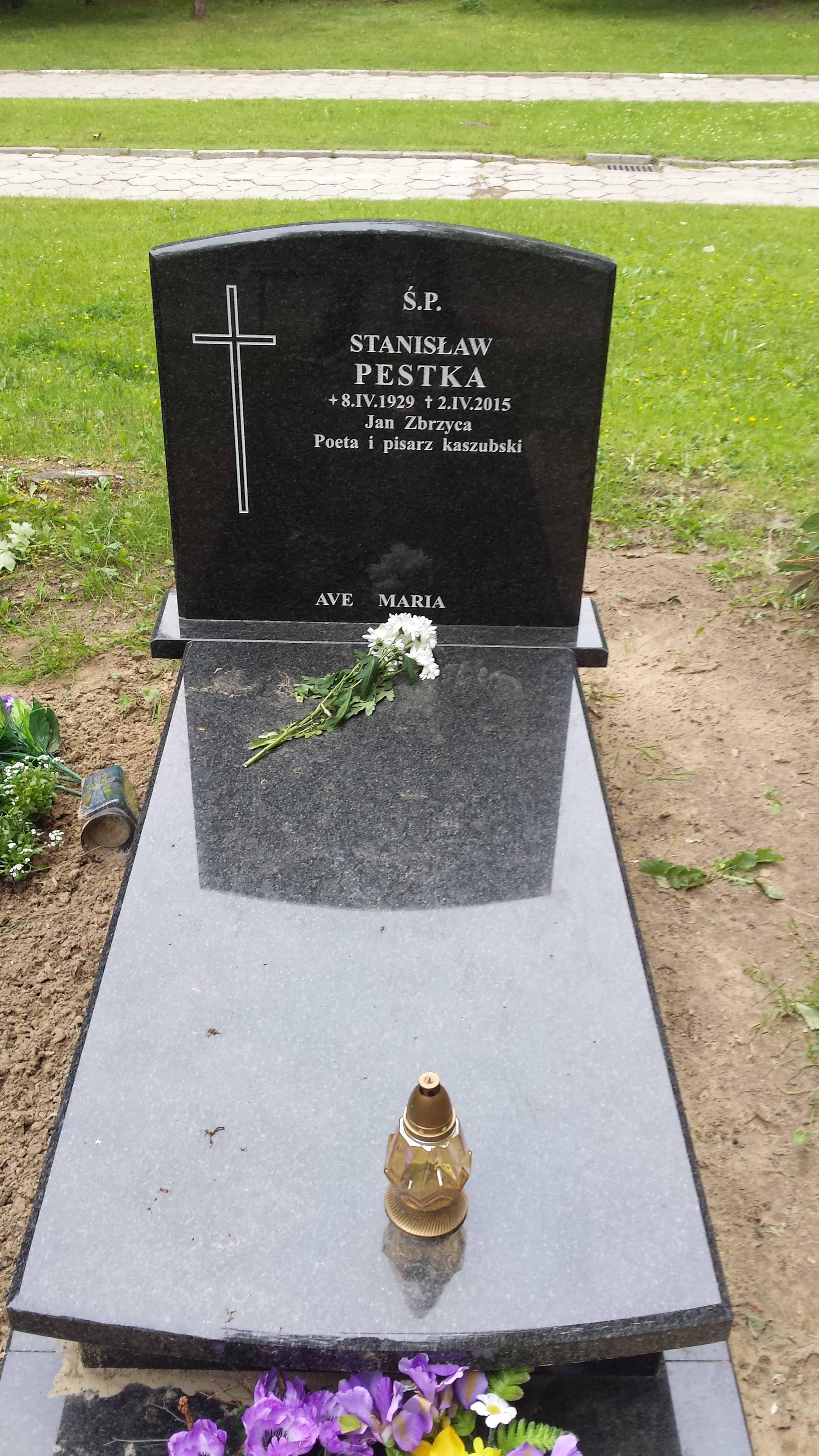
Grób Stanisława Pestki na cmentarzu Srebrzysko w Gdańsku

Stanisław Pestka, ps. „Jan Zbrzyca”, „Kreban z Milachowa” (ur. 8 kwietnia 1929 w Rolbiku, zm. 2 kwietnia 2015 w Gdańsku) – polski dziennikarz, poeta i działacz kaszubski.

## Życiorys
Syn Alojzego, nauczyciela. Do wybuchu II wojny światowej uczęszczał do szkoły podstawowej w Rolbiku. W 1950 ukończył Państwowe Gimnazjum i Liceum im. Józefa Wybickiego w Kościerzynie, gdzie złożył egzamin maturalny. W latach 1950–1953 studiował filologię polską na Wydziale Filologicznym Uniwersytetu Poznańskiego. Po studiach pracował jako nauczyciel w Technikum Rolno-Łąkarskim w Lidzbarku Warmińskim, od 1955 w Technikum Rolniczym w Sławnie. W 1958 zamieszkał w Gdańsku, współpracował z dwutygodnikiem „Kaszëbë” do jego likwidacji w 1961. W latach 1961–1965 kierował działem kulturalnym „Ilustrowanego Kuriera Polskiego” w Bydgoszczy, w latach 1965–1967 pracował w Rozgłośni Polskiego Radia w Szczecinie, w latach 1967–1968 w piśmie „Fakty i Myśli” w Bydgoszczy. Od 1968 ponownie mieszkał w Gdańsku, był członkiem redakcji pisma „Litery” (1968–1974), później „Tygodnika Morskiego” i tygodnika „Czas” (1975–1981). Równocześnie był redaktorem naczelnym miesięcznika „Pomerania” (1969–1972). W latach 80. pracował w Wojewódzkim Ośrodku Kultury w Gdańsku, w latach 1990–1994 ponownie był redaktorem naczelnym „Pomeranii”.
Od 1958 był członkiem Zrzeszenia Kaszubsko-Pomorskiego, w latach 1976–1980 i 1992–1994 prezesem Zarządu Głównego. Należał do członków założycieli Instytutu Kaszubskiego (1996), wszedł w skład pierwszego zarządu Instytutu.
Jako poeta zadebiutował w „Pomeranii” w 1969. Publikował w języku kaszubskim, pod pseudonimem „Jan Zbrzyca” wydał tomy wierszy Południca (1976), Wizrë ë duchë (1986), Wieczórny widnik (2002) oraz tom prozy W stolëcë chmùrników (2011). W tekstach kaszubskich prozą posługiwał się pseudonimem „Kreban z Milachowa”. Jest także autorem szkiców biograficznych o generale Józefie Wybickim Piórem i szablą. O generale Józefie Wybickim” (1961) i Emisariusz niepodległości. O Józefie Wybickim” (1972). 
Trzykrotnie zawarł związek małżeński. 9 lipca 1960r. poślubił w Sopocie z Marię Irenę Kocjan. Drugie małżeństwo zawarł 25 grudnia 1969 r. w Ciechanowie z Łucją Agatą Toporską. Trzecią żoną była Magdalena z Dziubkowskich Pestka (1947-2024). 
Zmarł w Gdańsku, pochowany na cmentarzu Srebrzysko (rejon IV, taras I-1a-20).

## Odznaczenia
- Medal Księcia Mściwoja II (2013)[5]
- Medal Stolema (1975)[8]
- Odznaka honorowa „Za zasługi dla Gdańska” (1979)[9]
- Medal im. Teodory i Izydora Gulgowskich[1]
- Odznaka honorowa Pieczęć Świętopełka Wielkiego klasy złotej[1]

## Nagrody
- Nagroda Miasta Gdańska w Dziedzinie Kultury „Splendor Gedanensis” (1994)[10]
- Nagroda Prezydenta Miasta Gdańska w Dziedzinie Kultury za wkład włożony w kształtowanie wizerunku literackiego pisma społeczno- kulturalnego „Pomerania” (2003)[11]